# Élection présidentielle américaine de 1840
L'élection présidentielle américaine de 1840 se tient du 30 octobre au 2 décembre et voit la défaite du président sortant Martin Van Buren, la première du Parti démocrate depuis le scrutin de 1824, et l'élection président whig, le général William Henry Harrison. Elle est la quatorzième élection présidentielle américaine et la première des deux seules élections whigs.
Harrison meurt cependant le 4 avril 1841, à peine plus d'un mois après son investiture. Son vice-président John Tyler lui succède alors en qualité de dixième président des États-Unis.

## Désignation des grands électeurs
Les vingt-six États de l'Union désignèrent des grands électeurs. Seule la Caroline du Sud procéda à une désignation par la législature de l'État, les autres procédant à l'élection par un vote direct des citoyens, au niveau de l'État.
294 Grands électeurs furent désignés et participèrent au vote.

## Investiture des candidats

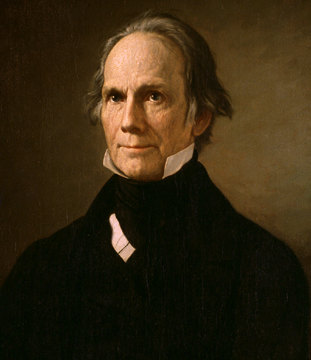
Henry Clay.

### Parti démocrate
Les démocrates soutinrent sans réel débat, lors de leur convention, en mai 1840, à Baltimore, le président Van Buren qui se présentait à sa réélection. Ils ne purent, cependant, trancher entre les différents candidats à la vice-présidence, et plusieurs démocrates sollicitèrent donc les votes du collège électoral.

### Parti whig
Tirant la leçon de son échec de 1836, le Parti whig tint une convention nationale très anticipée par rapport à la date de l'élection, le 4 décembre 1839, à Harrisburg, en Pennsylvanie.
Cette convention devait trancher entre trois candidats : le général Harrison, qui avait déjà été candidat en 1836 et avait obtenu quelques succès significatifs, Henry Clay, qui était le chef de file des Whig au Congrès, et un autre militaire, le général Winfield Scott.
Il fallut cinq tours de scrutins pour désigner un candidat. Dans les faits, Henry Clay était sans doute le mieux placé pour emporter l'investiture (il arriva d'ailleurs en tête du premier tour, avec 103 voix contre 94 à Harrison et 57 à Scott), mais le système très complexe de décompte des voix, visant à empêcher certains États de peser trop sur le choix du candidat, finit par le défavoriser.
Lors du cinquième tour de scrutin, Harrison l'emporta par 148 voix contre 90 à Clay et 16 à Scott.
Ce résultat fit craindre des tensions au sein du parti Whig, et la convention chercha un colistier à Harrison qui soit un partisan de Clay. Comme le candidat à la présidence était considéré comme « nordiste », la convention choisit un « sudiste », l'ancien sénateur de Virginie John Tyler.

### Parti de la liberté
Le juriste et philanthrope James G. Birney, qui fut un proche d'Henry Clay et un libéral convaincu, fonda en 1840 le Parti de la liberté, dont le programme pouvait se résumer à l'abolition de l'esclavage. Birney décida de se présenter à l'élection présidentielle de cette année-là, Il eut comme colistier Thomas Earle, un journaliste anciennement démocrate qui s'était opposé à son parti sur la question du droit de vote des noirs aux élections.
Les candidats du Parti de la liberté ne purent se présenter que dans dix États, tous abolitionnistes, avec un soutien local assez faible.

## Campagne électorale
La campagne fut assez simple à mener. À peine arrivé au pouvoir, Van Buren eut à faire face à un krach financier très grave, qui débuta en mai 1837, lorsque les banques new-yorkaises durent cesser leurs paiement en monnaie d'or. La crise financière fut telle qu'on estima que sur les 850 banques qui existaient alors aux États-Unis, 343 firent complètement faillites et une soixantaine furent dans l'incapacité de rembourser intégralement leurs clients.
Il s'ensuivit plusieurs années de récession économique que les citoyens attribuèrent au gouvernement fédéral. Bien que les plus ardents jacksoniens aient tenté d'expliquer que la « panique de 1837 » était d'abord due à la spéculation financière, le refus de Van Buren d'intervenir dans l'économie, refus qu'il ne put tenir face à la gravité de la situation, ajouta à son discrédit.
Face à lui, Harrison évita d'entrer dans un débat programmatique, et ce d'autant plus que le Parti Whig était très loin d'être homogène sur cette question. Il fit campagne sur sa personnalité, insistant, à l'instar de Jackson quelques années plus tôt, sur sa « simplicité militaire », et ses faits d'armes qui en faisait un homme proche du peuple et patriote.

## Résultats
Bien que l'écart en voix ne fût pas exceptionnel, Van Buren ne remporta que sept États, et le collège électoral fut très majoritairement whig. Harrison fut donc élu sans difficultés.
Le Parti de la liberté ne parvint pas à convaincre, y compris dans les États où Birney se présentait, il ne dépassa pas le seuil de la confidentialité.
| Candidats                   | Candidats                              | Candidats           | Grands électeurs | Vote populaire | Vote populaire |
| À la présidence             | À la vice-présidence                   | Parti               | Grands électeurs | Voix           | %              |
| --------------------------- | -------------------------------------- | ------------------- | ---------------- | -------------- | -------------- |
| William Henry Harrison      | John Tyler                             | Parti whig          | 234              | 1 275 390      | 52,9 %         |
| Martin Van Buren, Président | Richard Mentor Johnson, vice-président | Parti démocrate     | 48               | 1 128 854      | 46,8 %         |
| Martin Van Buren, Président | Littleton W. Tazewell                  | Parti démocrate     | 11               | 1 128 854      | 46,8 %         |
| Martin Van Buren, Président | James K. Polk, gouverneur du Tennessee | Parti démocrate     | 1                | 1 128 854      | 46,8 %         |
| James G. Birney             | Thomas Earle                           | Parti de la liberté | 0                | 6 797          | 0,3 %          |
| Autres candidats            | Autres candidats                       | Autres candidats    | 0                | 767            | 0,0 %          |
| Total                       | Total                                  | Total               | 294              | 2 411 808      | 100,00 %       |